# Chenipan et ses évolutions
Chenipan (キャタピー, Caterpie, dans les versions originales en japonais) et ses évolutions, Chrysacier (トランセル, Trancell) et Papilusion (バタフリー, Butterfree), sont trois espèces de Pokémon de la première génération.
Issus de la célèbre franchise de médias créée par Satoshi Tajiri, ils apparaissent dans une collection de jeux vidéo et de cartes, dans une série d'animation, plusieurs films, et d'autres produits dérivés, ils sont imaginés par l'équipe de Game Freak et dessinés par Ken Sugimori. Leur première apparition a lieu au Japon en 1996, dans les jeux vidéo Pokémon Vert et Pokémon Rouge. Chenipan et Chrysacier sont tous les deux de type insecte, alors que Papilusion a le double type insecte et vol. Ils occupent respectivement les 10e, 11e et 12e emplacements du Pokédex, l'encyclopédie fictive recensant les différentes espèces de Pokémon.

## Création

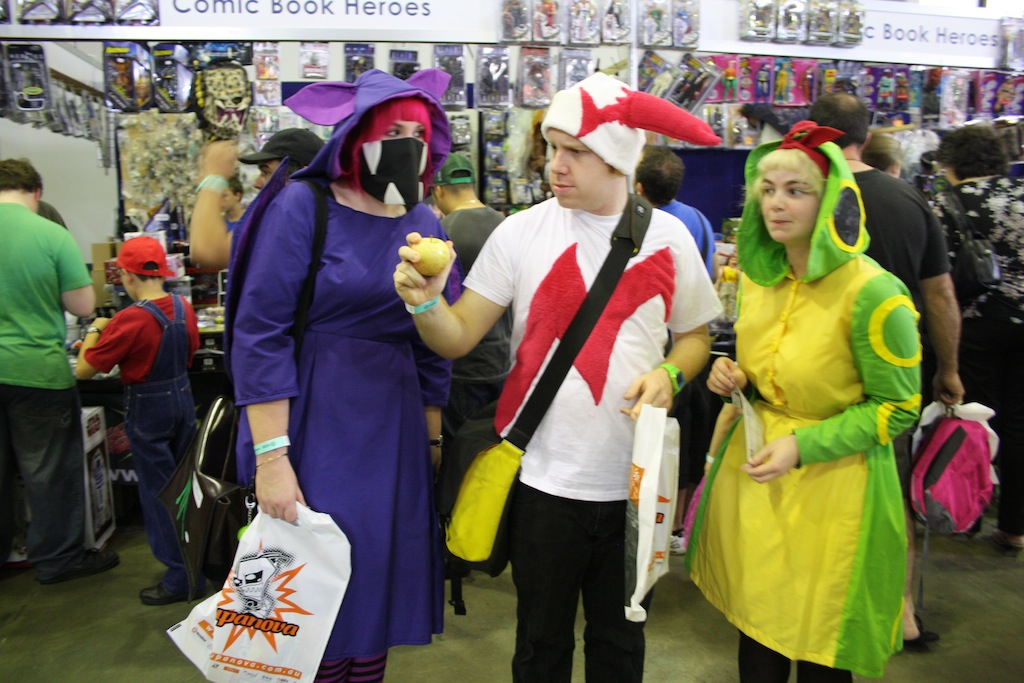
Cosplay de Chenipan (à droite) au Supanova 2011, en Australie.

La franchise Pokémon, développée par Game Freak pour Nintendo et introduite au Japon en 1996, tourne autour du concept de capture et d'entraînement de 150 espèces de créatures appelées Pokémon, afin de les utiliser pour combattre des Pokémon sauvages et ceux d'autres dresseurs Pokémon, qu'il s'agisse de personnages non-joueurs ou d'autres joueurs humains. La puissance des Pokémon au combat est déterminée par leurs statistiques d'attaque, de défense et de vitesse et ils peuvent apprendre de nouvelles capacités en accumulant des points d'expérience ou si leur dresseur leur donne certains objets.

### Conception graphique
La conception de Chenipan, de Chrysacier et de Papilusion est le fait, comme pour la plupart des Pokémon, de l'équipe chargée du développement des personnages au sein du studio Game Freak. Leur apparence est finalisée par Ken Sugimori pour la première génération des jeux Pokémon, Pokémon Rouge et Pokémon Vert, sortis à l'extérieur du Japon sous les titres de Pokémon Rouge et Pokémon Bleu,.

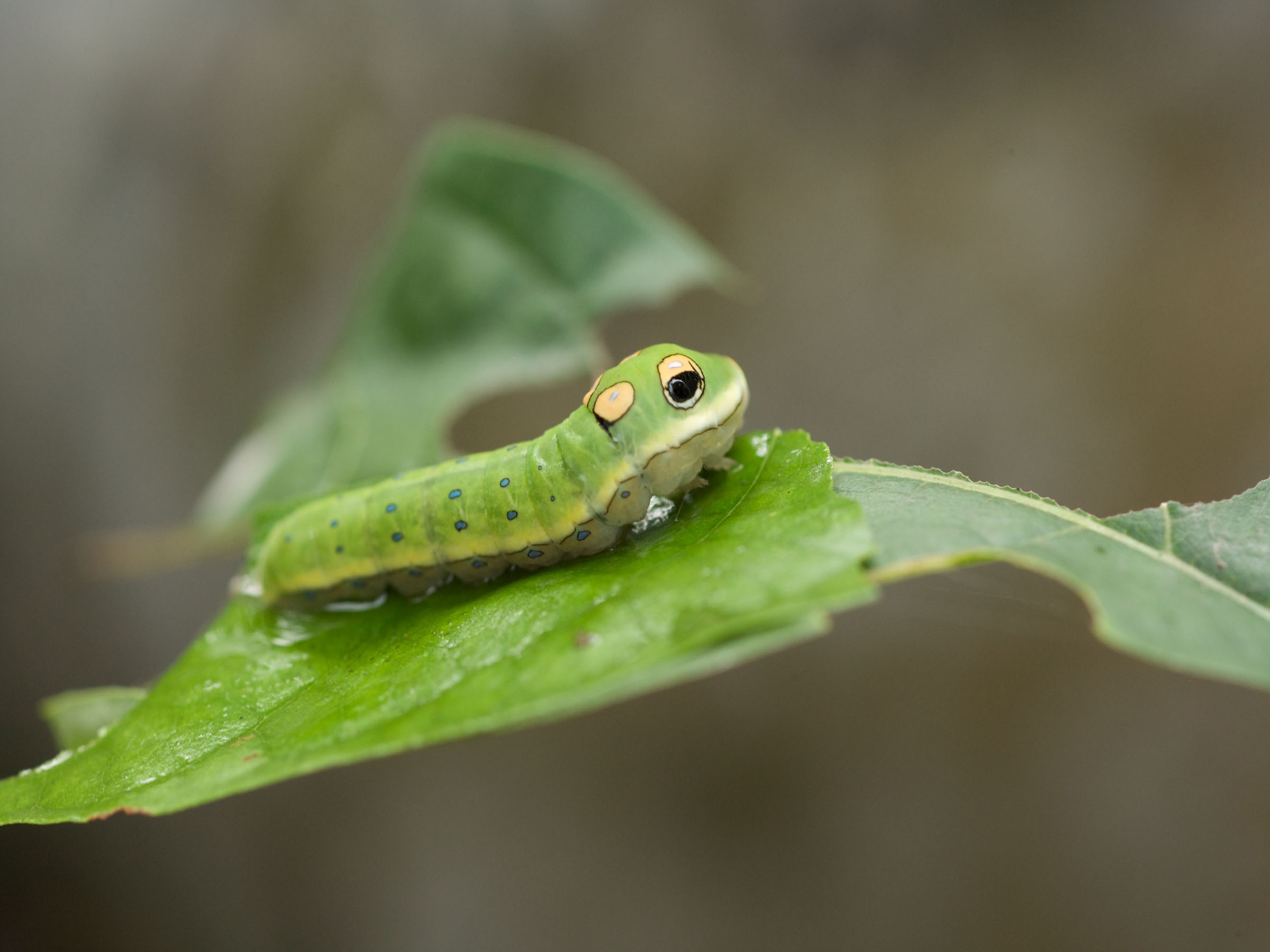
La chenille de Papilio troilus a une grande ressemblance avec Chenipan.

Nintendo et Game Freak n'ont pas évoqué les sources d'inspiration de ces Pokémon. Néanmoins, certains fans avancent que Chenipan est librement inspiré de la chenille de Papilio troilus, Chrysacier de sa chrysalide et Papilusion du Gazé, un papillon vivant de l'ouest de l'Europe au Japon.

### Étymologie
Chenipan, Chrysacier et Papilusion sont initialement nommés Caterpie (キャタピー, Kyatapī), Trancell (トランセル, Toranseru) et Butterfree (バタフリー, Batafurī) en japonais. Ces noms sont ensuite adaptés dans trois langues lors de la parution des jeux en Occident : anglais, français et allemand ; le nom anglais est utilisé dans les autres traductions du jeu.
Nintendo choisit de donner aux Pokémon des noms « astucieux et descriptifs », liés à l'apparence ou aux pouvoirs des créatures, lors de la traduction des jeux ; il s'agit d'un moyen de rendre les personnages plus compréhensibles pour les enfants, notamment américains. Caterpie et Butterfree gardent leur nom japonais en anglais, contrairement à Trancell qui devient « Metapod » en anglais. Pour les autres langues, les noms sont respectivement « Raupy », « Safcon » et « Smettbo » en allemand et « Chenipan », « Chrysacier », « Papilusion » en français. Selon IGN, les noms anglais sont des mots-valises ; Caterpie est l'assemblage de « caterpillar » (chenille en français) et de « pie » (tarte) ; Metapod de « metamorphosis » (métamorphose) et « -pod » (terminaison en -pode) et Butterfree de « butterfly » (papillon) et « free » (libre). Selon Pokébip, les noms français sont également des mots-valises, et sont composés respectivement de « chenille » et « chenapan », de « chrysalide » et « acier », et de « papillon » et « illusion ».
D'autres fans avancent que le nom français de Chenipan est un mot-valise entre « chenille » et « rampant ».

## Description
Ces trois Pokémon sont les évolutions les uns des autres : Chenipan évolue en Chrysacier puis en Papilusion. Dans les jeux vidéo, ces évolutions surviennent en atteignant, respectivement le niveau 7 et le niveau 10,. Pour évoluer en Papilusion, Chenipan est d'abord obligé d'évoluer en Chrysacier.
Comme pratiquement tous les Pokémon, ils ne peuvent pas parler : lors de leurs apparitions dans les jeux vidéo tout comme dans la série d'animation, ils sont seulement capables de communiquer verbalement en répétant les syllabes de leur nom d'espèce en utilisant différents accents, différentes tonalités, et en rajoutant du langage corporel. le Pokémon le plus fort

### Chenipan
Chenipan est un Pokémon relativement faible, mais comme beaucoup de chenilles du monde réel, ses adaptations biologiques l'aident à survivre. Sa couleur verte lui permet de se camoufler, et les motifs d'yeux sur sa tête lui permettent de faire fuir certains prédateurs. Si cela ne fonctionne pas, Chenipan peut sécréter un liquide collant et odorant grâce à ses antennes rouges.
Ses petites pattes se terminent en ventouses qui lui permettent de grimper sur n'importe quelle surface, à n'importe quel angle. Il utilise ses pattes pour grimper aux arbres et pour se nourrir. Quand il a mangé assez pour alimenter sa croissance, il mue, se couvre de soie, et devient un Pokémon cocon, Chrysacier.

### Chrysacier
Les Chrysacier ressemblent à des chrysalides vert vif dont les seules parties intérieures visibles sont les yeux. À l'intérieur de son cocon, le corps d'un Chrysacier est très faible et tendre, ce qui le rend particulièrement vulnérable pendant que sa carapace est encore molle. Bien que sa carapace se durcisse rapidement pour devenir dure comme de l'acier, le Chrysacier est toujours en danger, car un impact violent pourrait endommager son corps mou à l'intérieur ou même le faire sortir. Pour cette raison, et pour conserver son énergie, Chrysacier bouge rarement, préférant se préparer à l'intérieur de sa carapace pour l'évolution qui l'attend.

### Papilusion
Papilusion est un Pokémon papillon avec de grands yeux rouges, un corps violet foncé, deux mains, et deux pieds (au lieu des six membres que les vrais papillons possèdent). Ses ailes blanches sont couvertes de poussière toxique, qui les rendent aussi hydrophobes. Cela lui permet de voler même sous des pluies puissantes, chose que beaucoup d'insectes ou de Pokémon de type insecte ne peuvent faire (voir Maskadra).
En combat, il agite ses ailes à grande vitesse pour vaporiser la poussière dans l'air, affaiblissant ainsi son ennemi avec une variété de maladies de sorte que Papilusion puisse fuir le combat ou continuer le match avec un avantage. Papilusion est aussi capable d'utiliser des capacités télékinétiques et télépathiques modérées.
Papilusion se nourrit en récoltant du miel tous les jours, en volant de fleur en fleur, et en frottant le miel contre les poils de ses jambes pour le ramener dans son nid. Dans les versions Diamant et Perle, les Papilusion femelles ont une marque noire sur chaque aile inférieure. Dans l'anime, les Papilusion ont une saison de reproduction pendant la fin de l'été. Chaque Papilusion doit se trouver un partenaire et traverser la mer pour pouvoir pondre les œufs. Certains dresseurs relâchent leur Papilusion pour qu'il puisse pondre ses œufs.

## Apparitions

### Jeux vidéo
Chenipan, Chrysacier et Papilusion apparaissent dans la série de jeux vidéo Pokémon. D'abord en japonais, puis traduits en plusieurs autres langues, ces jeux ont été vendus à près de 200 millions d'exemplaires à travers le monde. Ils font leur première apparition le 27 février 1996, dans les jeux japonais Pocket Monsters Aka (ポケットモンスター 赤, Poketto Monsutā Aka, Pocket Monsters Rouge) et Pocket Monsters Midori (ポケットモンスター 緑, Poketto Monsutā Midori, Pocket Monsters Vert) (remplacé dans les autres pays par la version Bleue). Depuis la première édition de ces jeux, Chenipan, Chrysacier et Papilusion sont réapparus dans les versions jaune, or, argent, cristal, vert feuille, rouge feu, perle, diamant, platine et blanc 2.
Il est possible d'avoir un œuf de Chenipan en faisant se reproduire deux Pokémon dont au moins un Chenipan, un Chrysacier ou un Papilusion femelle. Cet œuf éclot après 3 840 pas, et un Chenipan de niveau 5 en sort. Chenipan, Chrysacier et Papilusion appartiennent aux groupes d'œuf insecte mais n'ont pas les mêmes capacités. Chenipan a les capacités « Écran poudre » et « Fuite » ; Chrysacier, « Mue » et Papilusion, « Œil composé » et « Lentiteintée ».
Chrysacier et Papilusion apparaissent également dans le jeu de Nintendo 64, Pokémon Snap, respectivement dans le niveau du fleuve et ceux de la plage et du tunnel. Chrysacier est également dans le jeu Pokémon Stadium en faisant partie du mini-jeu « Armure en béton » en compagnie de Coconfort.

### Série télévisée et films
La série télévisée Pokémon ainsi que les films sont des aventures séparées de la plupart des autres versions de Pokémon et mettent en scène Sacha en tant que personnage principal. Sacha et ses compagnons voyagent à travers le monde Pokémon en combattant d'autres dresseurs Pokémon. Chenipan apparait pour la première fois à la fin du deuxième épisode Pokémon aux urgences. Dans l'épisode suivant, Capture du premier Pokémon, Sacha capture le Pokémon insecte, il s'agit de son premier Pokémon capturé. Toujours lors de cet épisode, Sacha envoie son Chenipan contre un Roucoups, puis contre la Team Rocket, ce qui lui permet d'évoluer en Chrysacier d'une manière spéciale : il utilise Sécrétion, se couvrant le corps de soie pour devenir un cocon. Le quatrième épisode fait défier dans un match Pokémon, le Chrysacier de Sacha contre le Scarabrute puis le Chrysacier de Samouraï. Chaque Chrysacier, n'ayant qu'Armure comme « attaque », le combat dure jusqu'à ce qu'un essaim de Dardagnan attaque et enlève le Pokémon insecte de Sacha. Le dresseur part sauver son Pokémon et celui-ci évolue en Papilusion et le sauve à son tour. Sacha utilise Papilusion dans de nombreux matchs pour surtout prendre l'avantage de ses poudres. Dans l'épisode Un Pokémon amoureux !, Sacha relâche son Papilusion pour voler avec un Papilusion rose pendant leur saison reproductive.
Dans le téléfilm Le Retour de Mewtwo, un groupe de Papilusion prend part dans un combat contre la Team Rocket qui essayait d'installer une nouvelle base secrète pour Giovanni en haut du Mont Kaima de la région de Johto.

## Réception
Selon certains fans, Aéromite et Papilusion ont été échangés durant la post-production des premiers jeux. Papilusion ressemble plutôt à Mimitoss, à cause de ses antennes, de ses yeux rouges, de sa robe bleue majoritairement.
Aéromite possède quant à lui toutes les caractéristiques de Chrysacier (et même les 6 pattes des papillons).